# Municipio Tahua

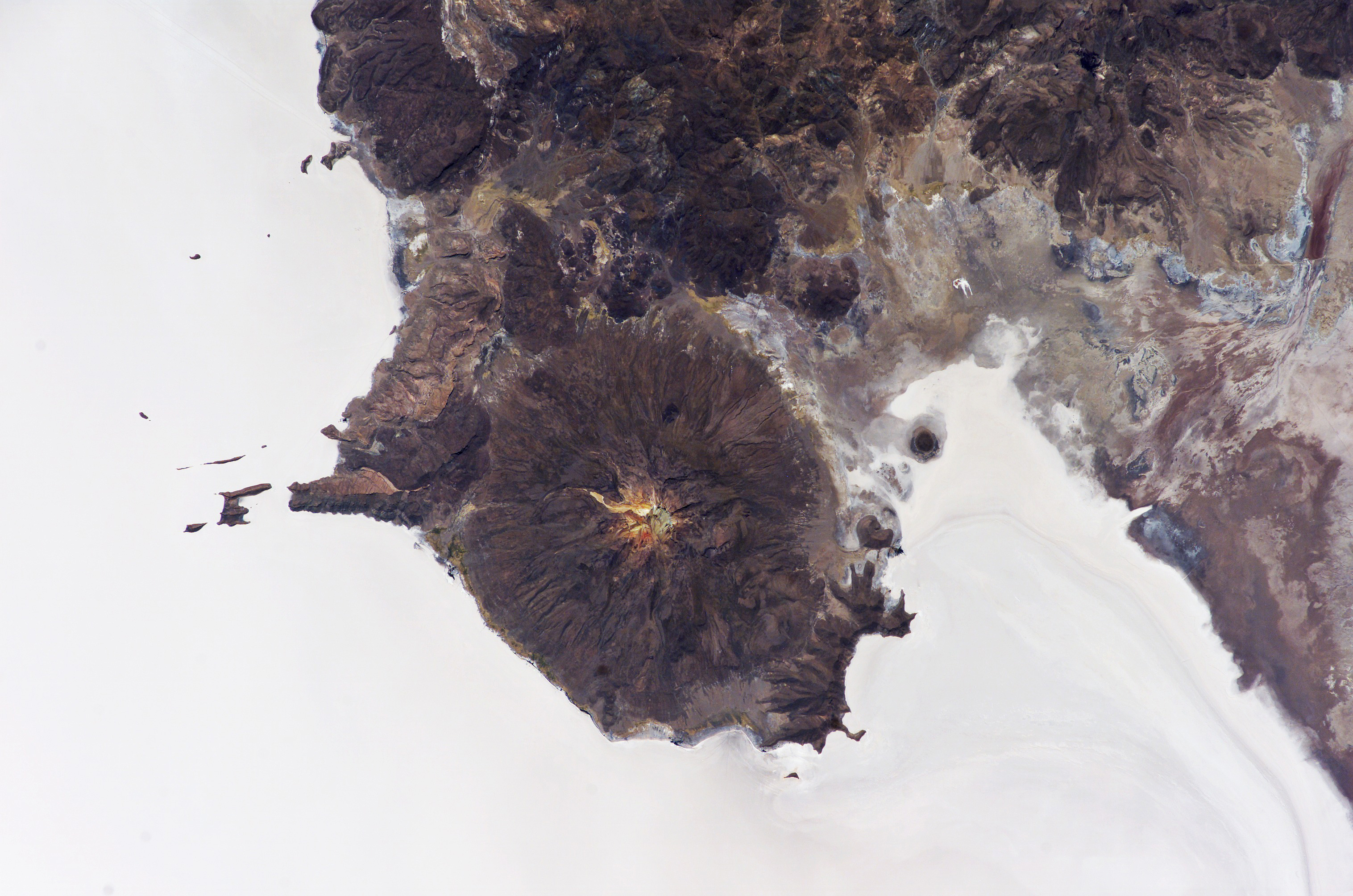
Luftbild: Vulkan Tunupa am Rande des Salar de Uyuni

Das Municipio Tahua ist ein Verwaltungsbezirk im Departamento Potosí im Hochland des südamerikanischen Anden-Staates Bolivien.

## Lage im Nahraum
Das Municipio Tahua ist eines von zwei Municipios in der Provinz Daniel Campos und besteht zu rund 90 Prozent aus dem östlichen Teil des Salzsee Salar de Uyuni. Es grenzt im Westen an das Municipio Llica, im Süden an die Provinz Nor Lípez, im Osten an die Provinz Antonio Quijarro und im Norden an das Departamento Oruro. Es erstreckt sich über etwa 150 Kilometer in nord-südlicher und in ost-westlicher Richtung.

## Geographie
Das Municipio Tahua liegt auf dem bolivianischen Altiplano zwischen der Cordillera Occidental im Westen und der Cordillera Central im Osten.
Das Klima der Region ist semiarid und ein typisches Tageszeitenklima, bei dem die täglichen Temperaturschwankungen deutlicher ausgeprägt sind als die Temperaturunterschiede im Jahresverlauf (siehe Klimadiagramm Llica).
Die jährliche Durchschnittstemperatur liegt bei etwa 6 °C, wobei die Monatsdurchschnittswerte im Juni/Juli bei nur 2 bis 3 °C liegen und die Sommerwerte im Januar/Februar bei knapp 9 °C. Der Jahresniederschlag beträgt niedrige 150 mm, nennenswerte Niederschläge fallen nur in den Monaten Januar/Februar mit 50 bis 60 mm; von April bis November herrscht eine ausgeprägte Trockenzeit mit Monatsniederschlägen nahe 0 mm.

## Bevölkerung
Die Einwohnerzahl des Municipios ist zwischen 1992 und 2024 nur wenig angestiegen:
| Jahr | Einwohner | Quelle       |
| ---- | --------- | ------------ |
| 1992 | 1497      | Volkszählung |
| 2001 | 2166      | Volkszählung |
| 2012 | 1700      | Volkszählung |
| 2024 | 1561      | Volkszählung |

Die Bevölkerungsdichte des Municipios bei der Volkszählung 2024 betrug 0,48 Einwohner/km², der Anteil der unter 15-Jährigen an der Bevölkerung beträgt 46 Prozent, der Anteil der städtischen Bevölkerung ist 0 Prozent.
Der Alphabetisierungsgrad bei den über 19-Jährigen beträgt 91 Prozent, und zwar 98 Prozent bei Männern und 84 Prozent bei Frauen. Wichtigste Sprache mit einem Anteil von 77 Prozent ist Spanisch, 68 Prozent der Einwohner sprechen Aymara. 87 Prozent der Bevölkerung sind katholisch, 8 Prozent evangelisch.
Die Lebenserwartung der Neugeborenen liegt bei 55 Jahren. 99 Prozent der Bevölkerung haben keinen Zugang zu Elektrizität und ebenfalls 99 Prozent leben ohne sanitäre Einrichtung.

## Politik
Ergebnis der Regionalwahlen (concejales del municipio) vom 4. April 2010:
| Wahl- berechtigte |  | Wahl- beteiligung | gültige Stimmen |  | MAS-IPSP | F.U.C. | MSM    |
| ----------------- |  | ----------------- | --------------- |  | -------- | ------ | ------ |
| 575               |  | 512               | 375             |  | 190      | 96     | 89     |
|                   |  | 89,0 %            | 73,2 %          |  | 50,7 %   | 25,6 % | 23,7 % |

Ergebnis der Regionalwahlen (elecciones de autoridades políticas) vom 7. März 2021:
| Wahl- berechtigte |  | Wahl- beteiligung | gültige Stimmen |  | MAS-IPSP | M.O.P.  | AS     | PAN-BOL |
| ----------------- |  | ----------------- | --------------- |  | -------- | ------- | ------ | ------- |
| 578               |  | 502               | 462             |  | 314      | 97      | 19     | 19      |
|                   |  | 85,89 %           | 92,03 %         |  | 67,97 %  | 21,00 % | 4,11 % | 4,11 %  |

## Gliederung
Das Municipio unterteilt sich in die folgenden Kantone (cantones):
- 05-1401-01 Kanton Tahua - 13 Ortschaften - 1.156 Einwohner (Volkszählung 2012)
- 05-1401-02 Kanton Ayque - 1 Ortschaft - 59 Einwohner
- 05-1401-04 Kanton Yonza - 6 Ortschaften - 325 Einwohner
- 05-1401-05 Kanton Cacoma - 2 Ortschaften - 102 Einwohner
- 05-1401-06 Kanton Chiltaico - 1 Ortschaft - 58 Einwohner

## Ortschaften im Municipio Tahua
- Kanton Tahua
  - Tahua 365 Einw. – Caquena 212 Einw. – Coqueza 88 Einw.

- Kanton Yonza
  - Yonza 181 Einw.